# Arena Suji
Arena Suji - przeznaczona do koszykówki hala sportowa znajdująca się w mieście Yongin, w Korei Południowej. W tej hali swoje mecze rozgrywa drużyna Samsung Thunders. Hala może pomieścić 2 000 widzów, wszystkie miejsca są siedzące.